# Флобер, Гюстав
Гюста́в Флобе́р (фр. Gustave Flaubert; 12 декабря 1821[…], Руан[…] — 8 мая 1880[…], Круассе) — французский прозаик-реалист, считающийся одним из крупнейших европейских писателей XIX века.
Много работал над стилем своих произведений, выдвинув теорию «точного слова» (le mot juste). Наиболее известен как автор романа «Мадам Бовари» (1856). Другие произведения Флобера — романы «Саламбо», «Воспитание чувств», «Бувар и Пекюше», философская драма «Искушение святого Антония».

## Биография
Гюстав Флобер родился 12 декабря 1821 года в городе Руане в буржуазной семье. Его отец, Ахилле-Клеофас Флобер, был известным врачом, заведовавшим хирургическим отделением руанской больницы. По словам Ги де Мопассана, это был хирург «с большим талантом и большой известностью», по характеру «человек простой, прямой и резкий». Мать, Анна Жюстин Каролин (урожденная Флёриот; 1793—1872) родом из нормандской семьи. Его бабушка, Шарлотта Камбремер, была подругой детства Шарлотты Корде. Он был младшим ребёнком в семье. Кроме Гюстава в семье было двое детей: старшая сестра и брат. Двое других детей не выжили.
Детство писатель провёл безрадостно в тёмной квартире врача. Он начал писать в раннем возрасте, по некоторым источникам, уже в восемь лет.
С 1832 года учился в Королевском коллеже и лицее в Руане, где с приятелем (Эрнест Шевалье) организовал рукописный журнал «Искусство и прогресс» в 1834 году. В этом журнале появился его первый публичный текст.
В 1836 году он встретил жену французского издателя Мориса Шлезингера — Элизу Шлезингер, которая оказала глубокое влияние на писателя. Свою молчаливую, безответную страсть он пронёс через всю жизнь и отобразил её в романе «Воспитание чувств».
Юность писателя связана с провинциальными городами Франции, которые он неоднократно описывал в своём творчестве. В 1840 году Флобер поступил на факультет права в Париже. Там он вёл богемную жизнь, встречался с многими известными людьми, много писал. В конце 1840 года он путешествовал по Пиренеям и Корсике. Бросил учёбу в 1843 году после провала на экзамене и первого эпилептического припадка. В 1844 году писатель поселился на берегу Сены, в Круассе недалеко от Руана. Образ жизни Флобера характеризовался замкнутостью, стремлением к самоизоляции. Время и силы он старался посвящать литературному творчеству.
В 1846 году умер его отец, а через некоторое время и сестра. Его отец оставил ему солидное наследство, на которое он мог безбедно жить.
Со своим давним другом Максимом Дюканом он путешествовал по Бретани в 1846 году. Флобер вернулся в Париж в 1848 году для участия в Революции. С 1848 по 1852 год осуществил путешествие на Восток. Он посетил Египет и Иерусалим, через Константинополь и Италию. Свои впечатления он записывал и использовал в произведениях.
С 1855 года в Париже Флобер посещает многих писателей, в том числе братьев Гонкур, Бодлера, а также встречается с Тургеневым. В июле 1869 его сильно потрясла смерть друга Луи Буйе.
Во время оккупации Франции Пруссией Флобер вместе с матерью и племянницей скрывался в Руане. Его мать умерла в 1872 году, и в это время у писателя уже начались проблемы с деньгами. Начинаются проблемы и со здоровьем. Он продает своё имущество, покидает квартиру в Париже. Он публикует одно за другим свои произведения.
Последние годы жизни писателя были омрачены финансовыми проблемами, проблемами со здоровьем и предательством друзей. На Флобера значительно повлияли мысли Спинозы. Он был также пантеистом.
Умер Гюстав Флобер 8 мая 1880 года в результате инсульта. На похоронах присутствовало много писателей, среди которых Эмиль Золя, Альфонс Доде, Эдмон Гонкур и др.

## Личная жизнь
С 1846 по 1854 год Флобер имел отношения с поэтессой Луизой Коле; его письма к ней сохранились. Флобер никогда не был женат и никогда не имел детей. Причина отсутствия у него детей раскрывается в письме от 11 декабря 1852 года, которое он отправил в Куле. В нём он заявил, что он против рождения ребёнка, заявив, что он «никому не передаст обострение и позор существования». По словам его биографа Эмиля Фаге, его отношения с Луизой Коле были его единственными серьёзными романтическими отношениями.
Есть сведения, что у Флобера были любовные связи с матерью Ги де Мопассана — Лаурой Ле-Пуатвен — именно поэтому у них были дружеские отношения.

## Творчество
В феврале 1843 года Флобер начал писать роман «Воспитание чувств», работу над которым он закончил 7 января 1845 года. Наряду с целым рядом других ранних произведений этот первый роман Флобера при его жизни остался неизданным. В дальнейшем писатель к нему не возвращался; из его переписки известно, что такое (не вполне выраженное) намерение у него было, однако оно не получило продолжения. Этот роман был впервые опубликован в 1910 году и позже неоднократно переиздавался, в том числе и отдельным изданием. По ранее распространённой и консервативной точке зрения он рассматривался всего лишь как первая редакция одноимённого зрелого романа Флобера, однако современные исследователи избегают называть его «версией» или «редакцией» романа 1869 года с тем же названием, признавая вполне самостоятельный характер первого произведения.

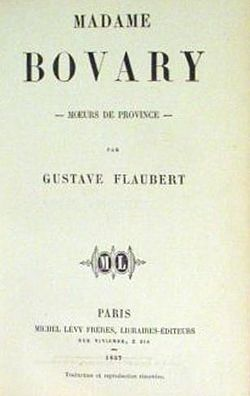
1-е издание романа «Госпожа Бовари» 1857.Титул

В 1849 году он завершил первую редакцию «Искушения святого Антония» — философской драмы, над которой впоследствии работал всю жизнь. В мировоззренческом отношении она проникнута идеями разочарования в возможностях познания, что проиллюстрировано столкновением разных религиозных направлений и соответствующих доктрин.
Известность Флоберу принесла публикация в журнале романа «Госпожа Бовари» (1856), работа над которым началась осенью 1851 года. Свой роман писатель попытался сделать реалистическим и психологичным. Вскоре после неё Флобер и редактор журнала «Ревю де Пари» были привлечены к судебной ответственности за «оскорбление морали». Роман оказался одним из важнейших предвестников литературного натурализма, однако в нём отчётливо выражен скепсис автора по отношению не только к современному обществу, но и к человеку вообще. Как отмечал Б. А. Кузьмин,

в самом творчестве Флобер как бы стыдится проявить своё сочувствие к людям, не стоящим этого сочувствия, и в то же время считает ниже своего достоинства показать свою ненависть к ним. Как равнодействующая этой потенциальной любви и вполне реальной ненависти к людям и возникает флоберовская поза бесстрастия.

Некоторые отмеченные литературоведами формальные особенности романа — очень длинная экспозиция, отсутствие традиционного положительного героя. Перенесение действия в провинцию (при её резко негативном изображении) ставит Флобера в ряд писателей, в творчестве которых антипровинциальная тема была одной из основных. Оправдательный приговор позволил выпустить роман отдельным изданием (1857).

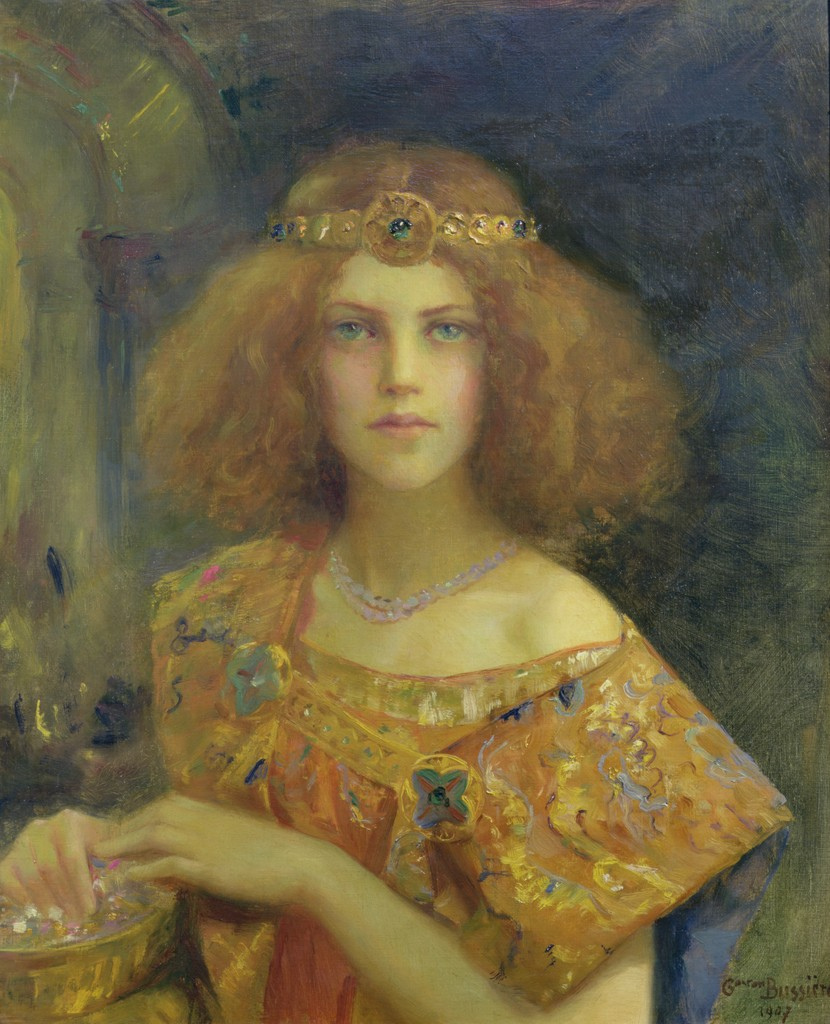
Гастон Бюсьер. «Саламбо». 1907 г.

Подготовительный период работы над историческим романом «Саламбо» потребовал поездки на Восток и в Северную Африку. Роман, в котором повествуется о восстании наёмников в Карфагене в III веке до н. э., вышел из печати в 1862 году.

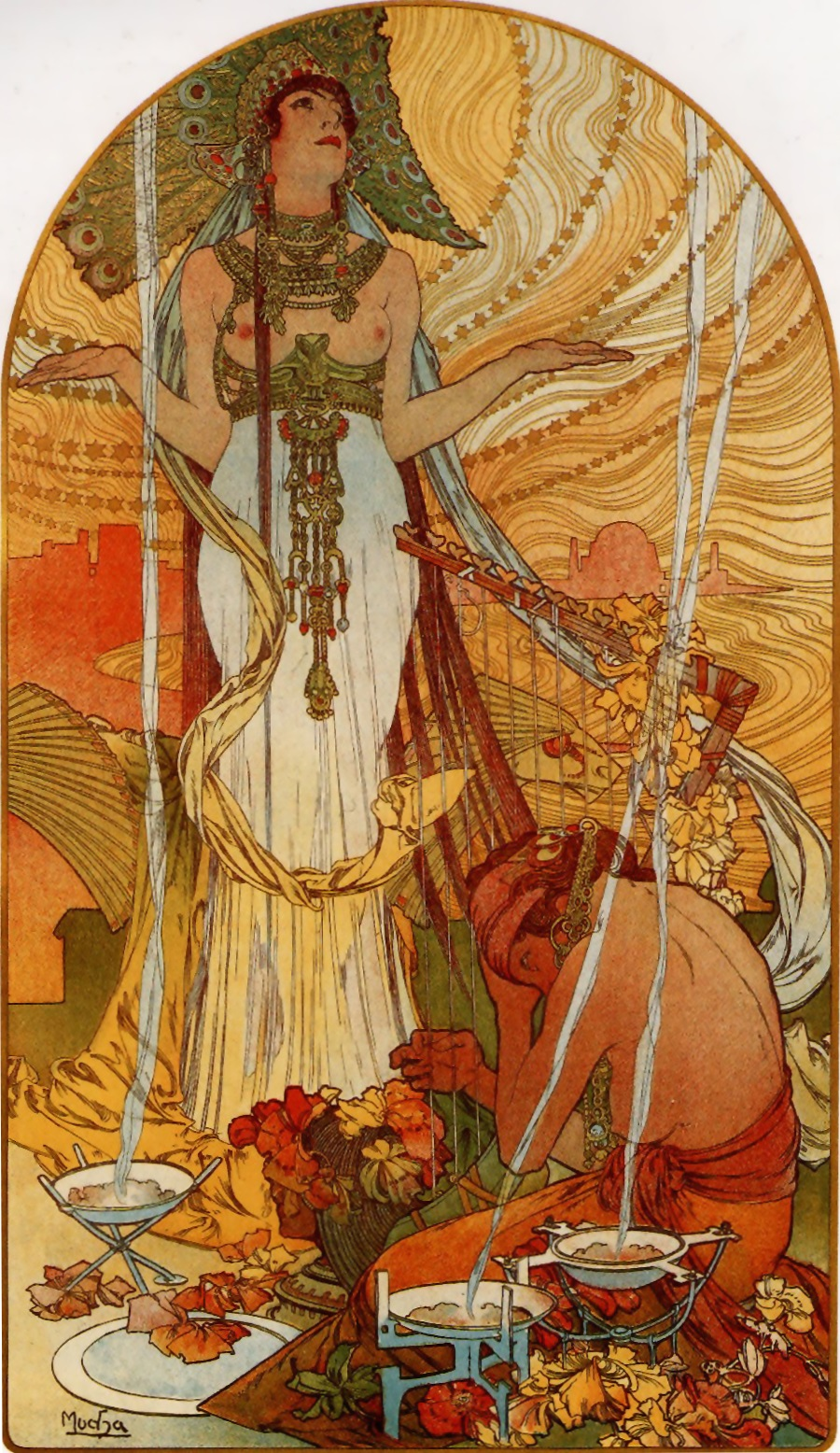
Саламбо. Альфонс Муха (1896)

Через семь лет, в ноябре 1869 года, Флобер завершил работу над окончательным вариантом романа «Воспитание чувств». Этот роман был насыщен социальными проблемами. В частности, в нём описываются европейские события 1848 года. Также в роман вошли собственные события жизни автора, как например, первая влюблённость. Роман встретили холодно, и было напечатано только несколько сотен экземпляров.
В 1877 году Флобер публикует в журналах повести «Простое сердце», «Иродиада» и «Легенда о святом Юлиане Милостивом», написанные в перерывах между работой над последним романом «Бувар и Пекюше», оставшимся неоконченным, хотя о его финале мы можем судить по сохранившимся авторским наброскам, достаточно подробным. Повести написаны Флобером за несколько лет до его смерти, после провала пьесы «Кандидат» и безуспешной попытки предложить театрам пьесу «Слабый пол». Это был сложный для писателя период, вызванный серьёзными материальными проблемами, а также тяжёлой болезнью (эпилепсия) и её последствиями.
С 1877 по 1880 год он занимался редакцией романа «Бувар и Пекюше». Это сатирическое произведение, которое опубликовали после смерти писателя в 1881 году.
Блестящий стилист, тщательно оттачивавший слог своих произведений, Флобер оказал огромное влияние на всю последующую литературу и привёл в неё ряд талантливых авторов, среди которых были Ги де Мопассан и Эдмон Абу.
Сочинения Флобера были хорошо известны в России, о них сочувственно писала русская критика. Его произведения переводил И. С. Тургенев, связанный с Флобером близкой дружбой, А. А. Блок, М. А. Волошин; М. П. Мусоргский работал над созданием оперы по мотивам «Саламбо».
Пётр Ильич Чайковский в последние годы жизни увлёкся чтением работ французского писателя. По мнению кандидата искусствоведения Ольги Захаровой, его книги оказали значительное влияние на религиозные взгляды композитора. Чайковский разделял идеи Флобера об ошибочности догмата об искуплении и о принципиальной неразрешимости тех «роковых вопросов бытия», ответы на которые даёт любая традиционная религия и практически каждая философская система.

## Главные произведения
Гюстав Флобер, современник Шарля Бодлера, занимает ведущую роль в литературе XIX века. Его обвиняли в аморальности и восхищались им, однако сегодня он признан одним из ведущих писателей. Известность ему принесли романы «Госпожа Бовари» и «Воспитание чувств». Его стиль соединяет в себе элементы и психологизма, и натурализма. Сам Флобер считал себя реалистом.

### Госпожа Бовари
Работу над романом «Госпожа Бовари» Гюстав Флобер начал в 1851 году и работал пять лет. Роман опубликован в журнале Revue de Paris. По стилю роман схож с произведениями Бальзака. Сюжет рассказывает о молодом человеке по имени Шарль Бовари, который недавно закончил обучение в провинциальном лицее и получил должность врача в небольшом поселении. Он женится на молоденькой девушке, дочери богатого фермера. Но девушка мечтает о красивой жизни, она упрекает мужа в его неспособности обеспечить такую жизнь и заводит себе любовника.

### Саламбо
Роман «Саламбо» был опубликован после романа «Госпожа Бовари». Работу над ним Флобер начал в 1857 году. Три месяца он провёл в Тунисе, изучая исторические источники. Когда роман появился в 1862 году, его приняли с большим энтузиазмом. Роман начинается с того, что наёмники празднуют победу в войне в садах своего генерала. Разозлившись на отсутствие генерала и вспоминая свои обиды, они громят его имущество. Саламбо, дочь генерала, приходит, чтобы угомонить солдат. Двое предводителей наёмников влюбляются в эту девушку. Освобождённый раб советует одному из них завоевать Карфаген, чтобы заполучить девушку.

### Воспитание чувств
Работа над романом «Воспитание чувств» началась в сентябре 1864 и закончилась в 1869 году. Произведение насыщено сатирическими, историческими, социально-психологическими и автобиографическими мотивами. Роман рассказывает о молодом провинциале, который отправляется на учёбу в Париж во время революции 1848 года. Там он познает дружбу, искусство, политику и не может сделать выбор между монархией, республикой и империей. В его жизни появляется много женщин, но все они не сравнимы с Мари Арну, женой торговца, которая была его первой любовью. Современники упрекали Флобера в мизантропии, отказе от морального суждения, непонимании законов стиля и композиции.

### Бувар и Пекюше
Замысел романа «Бувар и Пекюше» появился в 1872 году. Автор намеревался «разнести человечество в пух и прах», показав всю глупость современников. В романе рассказывается о том, как жарким летним днём двое мужчин, Бувар и Пекюше, случайно встречаются и знакомятся. Позднее выясняется, что у них одинаковая профессия (копировальщик) и даже совместные интересы. Если бы они могли, то жили бы за городом. Получив наследство, они покупают ферму и занимаются сельским хозяйством. Позднее выясняется их неспособность к этой работе. Они пробуют себя в области медицины, химии, геологии, политики, но с одним и тем же результатом. Разочаровавшись в науке, они возвращаются к своей профессии копировальщиков. Из-за смерти в 1880 году автор не смог завершить роман.

## Сочинения
- «Мемуары безумца» / фр. Mémoires d'un fou, 1838
- «Ноябрь» / фр. Novembre, 1842
- «Госпожа Бовари. Провинциальные нравы» / фр. Madame Bovary, 1857
- «Саламбо» / фр. Salammbô, 1862
- «Воспитание чувств» / фр. L'Éducation sentimentale, 1869
- «Искушение святого Антония» / фр. La Tentation de saint Antoine, 1874
- «Три повести» / фр. Trois contes, 1877
- «Бувар и Пекюше», 1881
- «Лексикон прописных истин» / фр. Dictionnaire des idées reçues, 1913

## Экранизации
- Мадам Бовари (Madame Bovary), (реж. Жан Ренуар), Франция, 1933 г.
- Мадам Бовари (Madame Bovary), (реж. Винсенте Миннелли), 1949 г.
- Саламбо (Salammbô), (реж. Серджио Греко), Франция-Италия, 1960 г.
- Воспитание чувств (реж. Марсель Кравенн), Франция, 1973 г.
- Спаси и сохрани (реж. Александр Сокуров), СССР, 1989 г. (по мотивам романа «Мадам Бовари»)
- Мадам Бовари (Madame Bovary), (реж. Клод Шаброль), Франция, 1991 г.
- Госпожа Майя (Maya Memsaab), (реж. Кетан Мехта), 1992 г., (по мотивам романа «Мадам Бовари»)
- Госпожа Бовари (Madame Bovary), (реж. Тим Фивелл), 2000 г.

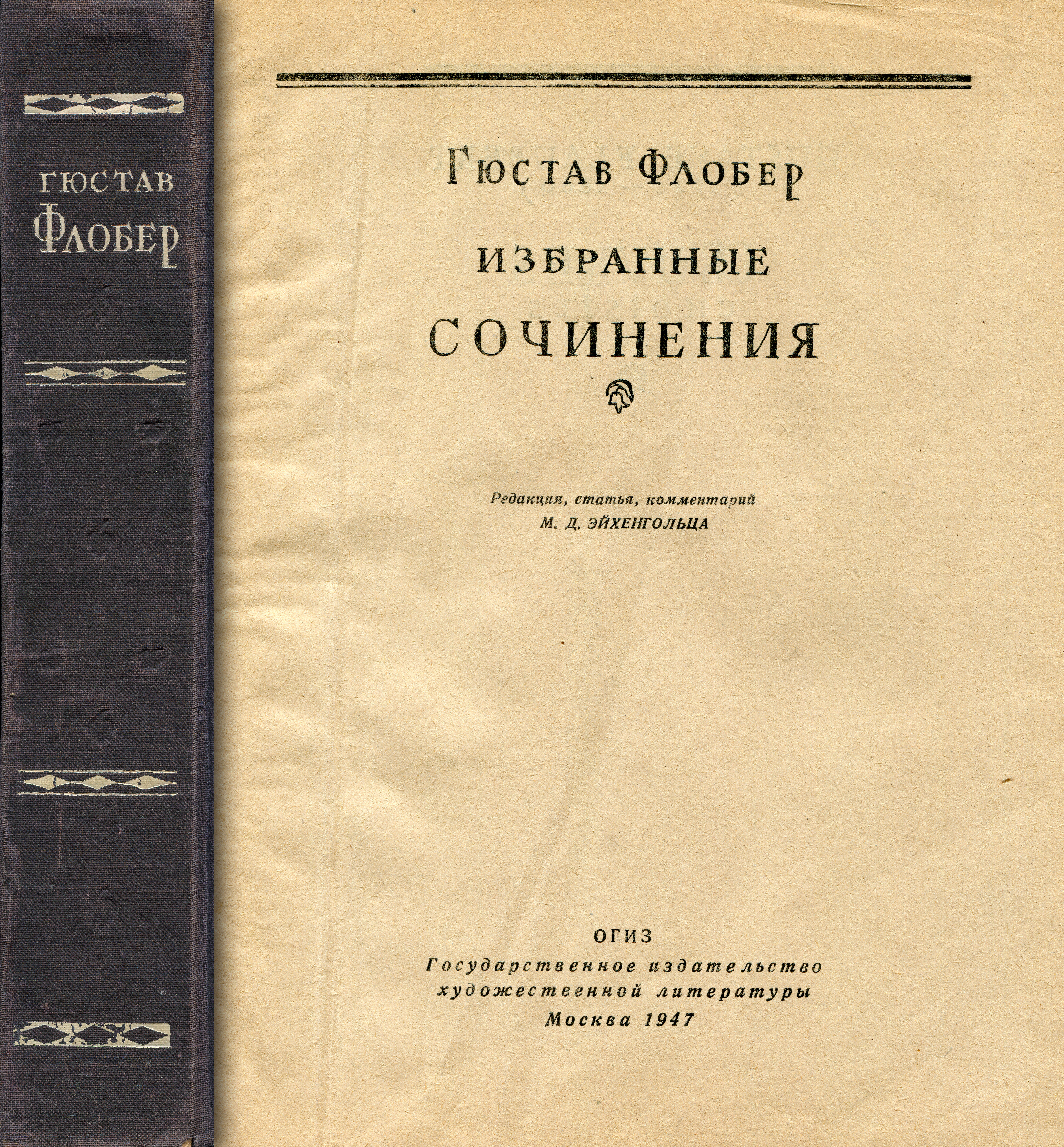
Гюстав Флобер. Избранные сочинения. М. : ОГИЗ, 1947.

- Ночь за ночью / Все ночи (Toutes les nuits), (реж. Юджин Грин), (по мотивам), 2001 г.
- Простая душа (Un coeur simple), (реж. Марион Лэйн), 2008 г.
- Госпожа Бовари (Madame Bovary), (реж. Софи Бартез), 2014 г.

## Музыка
- Опера «Мадам Бовари» / Madame Bovary (1955, Неаполь), композитор Гвидо Паннаин.
- По мотивам повести «Иродиада» была создана одноименная опера в четырёх актах композитора Жюля Массне.
- Опера «Саламбо, или Ливиец» (1863—1866, не окончена) — композитор М. П. Мусоргский.

## Издания
- Собрание сочинений. Т. 1-4. СПб., изд. Пантелеева, 1896—1898
- Полное собрание сочинений. Т. 1-4, 8. — СПб., Шиповник, 1913—1915.
- Собр. сочинений Т.1-8 — М., ГИХЛ-Гослитиздат, 1933—1938;
- Собр. сочинений в 5 т. — М., Правда, 1956;
- Собрание сочинений в 4-х томах. — М., Правда, 1971
- Собрание сочинений в 3-х томах. — М., 1983—1984
- О литературе, искусстве, писательском труде. Письма. Статьи.: в 2 т. — М., 1984.
- Флобер, Гюстав. Легенда о Святом  Юлиане Милостивом = La Ledende de Saint-Julien l’Hospitalier / Гюстав Флобер. — М.: Изд-во Прогресс-Плеяда, 2007. — 232 с.